# Eufémie Slezská
Eufémie Slezská (polsky Eufemia, německy Euphemia von Schlesien, 1278/83? – červen 1347) byla korutanská vévodkyně a tyrolská hraběnka z rodu slezských Piastovců.
Narodila se jako dcera slezského knížete Jindřicha Tlustého a Alžběty, dcery Boleslava Pobožného. Roku 1297 se provdala za Otu, jednoho ze synů korutanského vévody Menharda z rodu Menhardovců, který od roku 1295 společně s bratry Jindřichem a Ludvíkem vládl Tyrolsku, Kraňsku a Korutanům. Eufémie se stala matkou čtyř dcer a proto se po Otově skonu roku 1310 stal jeho dědicem bratr Jindřich. Eufémie manžela přežila o řadu let a zemřela v červnu roku 1346.